# Viola pilosa
Viola pilosa (Thouars) Baill. – gatunek roślin z rodziny fiołkowatych (Violaceae). Występuje naturalnie w Afganistanie, Pakistanie, Indiach, na Sri Lance, Nepalu, Mjanmie, Tajlandii, Chinach (w prowincjach Kuangsi, Syczuan i Junnan, a także w południowo-wschodniej części regionu autonomicznego Tybetu), Wietnamie, Malezji oraz Indonezji (na Sumatrze, Jawie, Małych Wyspach Sundajskich, Celebes i Molukach). 

## Morfologia
PokrójBylina tworząca kłącza i rozłogi.
LiścieBlaszka liściowa ma owalny kształt. Mierzy 2–6 cm długości oraz 1–3 cm szerokości, jest ząbkowana na brzegu, ma sercowatą nasadę i ostry lub ogoniasto spiczasty wierzchołek. Ogonek liściowy jest nagi i ma 20–40 mm długości. Przylistki są lancetowate.
KwiatyPojedyncze, wyrastające z kątów pędów. Mają działki kielicha o lancetowatym kształcie i dorastające do 6–8 mm długości. Płatki są podługowato odwrotnie jajowate i mają białą lub purpurową barwę, dolny płatek posiada obłą ostrogę o długości 2-3 mm.
OwoceTorebki mierzące 5-10 mm długości, o niemal kulistym kształcie.

## Biologia i ekologia
Rośnie na łąkach i skarpach. Występuje na wysokości od 800 do 2500 m n.p.m.